# Marche des fiertés
« Pride » redirige ici. Pour les autres significations, voir Pride (homonymie).
La marche des fiertés, Gay Pride, Lesbian & Gay Pride (« fierté gay et lesbienne »), LGBTQIA+ Pride ou simplement Pride est la principale manifestation du mouvement LGBT ; elle est destinée à donner une visibilité aux personnes homosexuelles, bisexuelles, queer, transgenres ou autres et à revendiquer la liberté et l'égalité des orientations sexuelles et des identités de genre.
Créées à la suite des émeutes de Stonewall aux États-Unis en 1969, des marches des fiertés existent aujourd'hui dans de nombreux pays à travers le monde. Elles sont généralement organisées chaque année autour du mois de juin, le mois des fiertés LGBTQ.

## Origines
Dans la nuit du 27 au 28 juin 1969, un groupe de personnes lesbiennes, gays, bisexuelles et transgenres se rebellent contre les forces de police venues faire une descente au Stonewall Inn, un bar gay de New York situé dans Christopher Street. La lutte entre les forces anti-émeutes et les personnes présentes fait rage pendant plusieurs jours. Les émeutes de Stonewall sont depuis considérées comme une étape majeure dans la lutte pour l’égalité des droits entre personnes hétérosexuelles, bisexuelles et homosexuelles, transgenres et cisgenres.
Quatre mois après les émeutes, le 2 novembre 1969, Craig Rodwell, son compagnon Fred Sargeant, Ellen Broidy et Linda Rhodes proposent qu’un défilé soit organisé à New York pour commémorer « les manifestations spontanées de Christopher Street ». La suggestion est faite à Philadelphie lors d’une réunion de la Eastern Regional Conference of Homophile Organizations (ERCHO), une organisation rassemblant différents mouvements homophiles. Elle est adoptée à l’unanimité des personnes présentes, à l’exception des membres de la section new-yorkaise de la Mattachine Society, qui s’abstiennent. À la suite de cette adoption, des militants de Chicago, San Francisco et Los Angeles décident de commémorer également les émeutes de Stonewall[réf. nécessaire].
Les réunions de préparation de la première Pride new-yorkaise commencent début janvier 1970 dans l’appartement de Craig Rodwell, au 350 Bleecker Street. Y participe notamment Brenda Howard, une militante bisexuelle connue comme la « mère de la Fierté ». Cette dirigeante de la première heure du Gay Liberation Front et de la Gay Activists Alliance coordonne l’événement.
Le samedi 27 juin 1970, la première Pride au monde se déroule à Chicago, suivie par une autre à San Francisco. Le lendemain, des rassemblements plus importants ont lieu à New York (sous le nom de Christopher Street Liberation Day) et Los Angeles.
En Europe, la première marche se déroule le 29 avril 1972 ; elle réunit 200 personnes à Münster en Allemagne.
Le terme « Gay Pride » a été conçu par Thomas Lawrence Higgins (en), un militant des droits des homosexuels dans le Minnesota. Les activistes Brenda Howard, Robert A. Martin et L. Craig Schoonmaker sont à l'origine de la popularisation du terme « Pride » pour décrire ces festivités[réf. nécessaire].

## Organisation

### Festivités

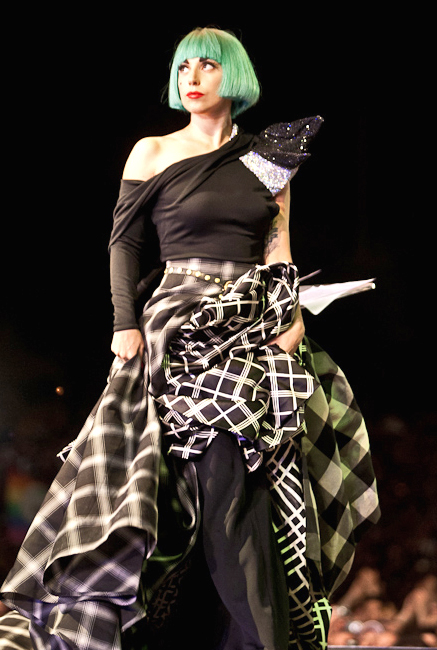
La chanteuse américaine bisexuelle Lady Gaga à l’Europride de Rome en 2011.

Des événements sont souvent mis en place autour de la manifestation : des soirées, des concerts, comme celui de Lady Gaga lors de la clôture de l’Europride à Rome en 2011, ou encore Global Deejays en 2012 à Marseille.

### Emprunt d’expression
Il est à noter que deux expressions perdurent pour parler de ces défilés : « Gay Pride » et « marche des fiertés ». La seconde n’est cependant pas qu’une simple traduction de la première. « Gay Pride » est la plus utilisée depuis les années 1980 à travers le monde pour définir ces manifestations. Néanmoins, son champ s’est élargi, et définit désormais l’ensemble des événements précédant les défilés (surtout aux États-Unis et au Canada, où une semaine entière est consacrée à la célébration de la « fierté »), la marche en elle-même étant appelée « Gay Pride Parade ». Au Québec, on l’appelle le défilé de la « fierté gaie ».
Le terme « marche des Fiertés » est apparu en France en 2001 après un litige entre la Lesbian and Gay Pride, qui désignait également l’association organisatrice, et la société précédemment responsable de l’organisation : la SOFIGED. Cette dernière avait en effet déposé les marques commerciales « Gay Pride », « Lesbian & Gay Pride » et « Europride », ce qui fait que l’organisation de cet événement devait donner lieu à paiement de royalties. Un nouveau nom fut donc choisi pour la marche parisienne, « Marche des Fiertés », et c’est sous ce nom que sont maintenant appelés les défilés français. Par ailleurs, l’association Lesbian and Gay Pride changea de nom pour s’appeler l’Inter-LGBT (Interassociative lesbienne, gay, bi et trans). D’autres villes, comme Nice, préfèrent une appellation moins formelle comme « Pink Parade », elles se positionnent ainsi en dehors des polémiques et des conflits et marquent leur indépendance[réf. nécessaire].

## Dans le monde
Des marches des fiertés ont lieu actuellement dans le monde entier. Néanmoins, leur développement ne s’est pas fait de la même manière dans tous les endroits du globe.
Certains pays ont connu des défilés alors que l’homosexualité était encore un délit et considérée comme une maladie mentale : c’est le cas des États-Unis et de l’Europe de l’Ouest par exemple. Dans ces cas-là, l’objectif des défilés était de faire entendre la voix d’une minorité qui se sentait oppressée, par exemple pour réclamer la dépénalisation de l’homosexualité. Une fois ces revendications obtenues, un deuxième mouvement consistant en la recherche d’égalité des droits et à la lutte contre l’homophobie peut avoir lieu. D’autres pays sont passés directement à la deuxième phase du mouvement, la première phase étant impensable compte tenu du régime peu ou pas démocratique dans lequel ils vivaient. Ainsi, les allosexuels d’Europe de l’Est n’ont pu se mobiliser qu’après la chute du bloc soviétique et alors que l’homosexualité était déjà dépénalisée[réf. nécessaire].
L’ensemble des marches est coordonné par l’InterPride, une association créée en 1982 à Boston : on peut retrouver sur son site internet l’ensemble des dates des événements ayant lieu dans le monde.

### Afrique

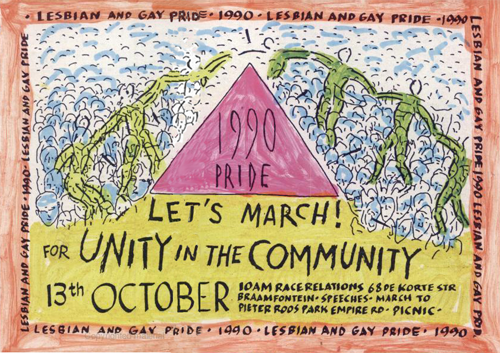
Affiche pour la première Gay Pride d’Afrique, à Johannesbourg en 1990.

Pendant longtemps, le seul pays africain accueillant une marche des fiertés a été l’Afrique du Sud : un défilé a en effet lieu chaque année à Johannesbourg depuis 1990 et un autre dans la ville du Cap depuis 2001. L'édition 2023 à Johannesbourg rassemble plus de 20 000 participants.
En 2012, une marche est organisée à Entebbe en Ouganda.
En 2018, l'Eswatini (ex-Swaziland) et le Kenya voient leur premier défilé.

### Amériques

#### États-Unis et Canada
Le mouvement a commencé aux États-Unis : dès 1970, certaines personnes de New York décident de célébrer le premier anniversaire de la révolte du Stonewall. À l’initiative du Gay Liberation Front dirigé par Craig Rodwell, le 28 juin 1970, 2 000 personnes remontent la 6e avenue entre Waverly Place (Greenwich Village) et Central Park. La manifestation porte alors le nom de « Christopher Street Liberation Parade » et son slogan officiel est « Come Out ! ». D’autres défilés ont également lieu à San Francisco et Los Angeles ou encore Toronto, Montréal et Ottawa au Canada[réf. nécessaire].

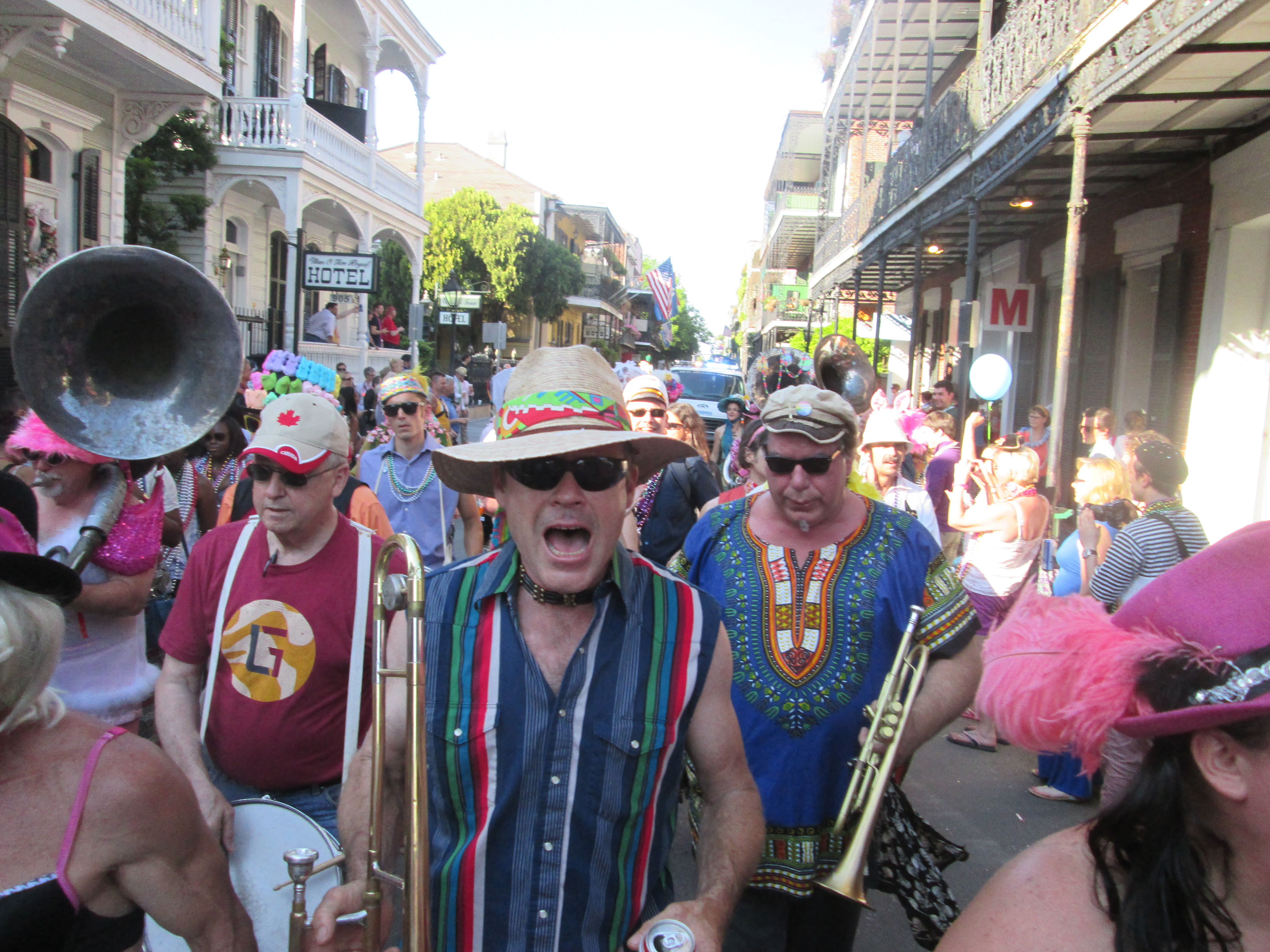
La Gay Pride 2014 à La Nouvelle-Orléans.
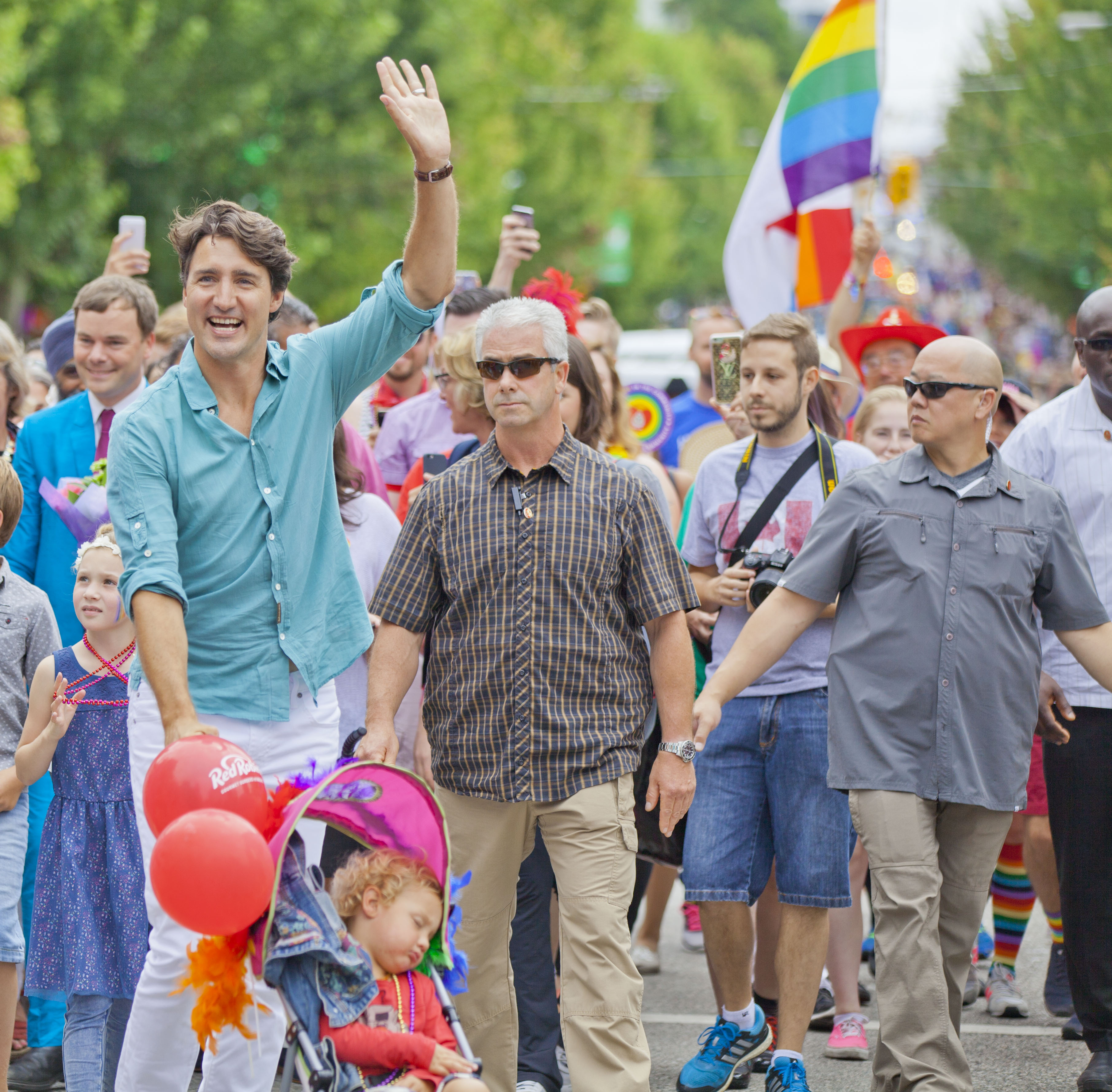
Justin Trudeau, Premier ministre du Canada à la Vancouver Pride de 2016.
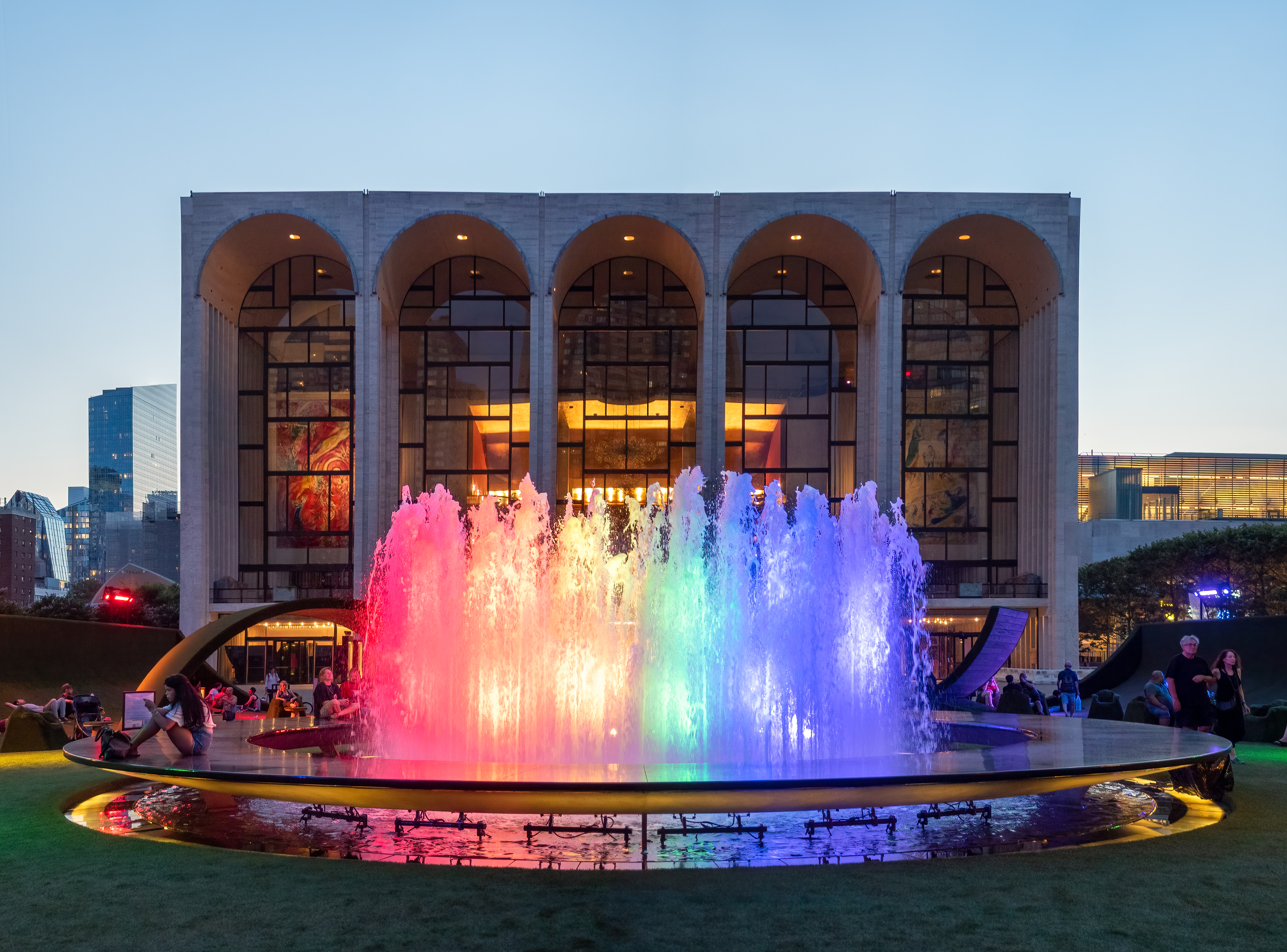
Le Lincoln Center for the Performing Arts illuminé pour la marche des fiertés de New York. Juin 2021.

Dans les années 1970, deux appellations distinctes sont utilisées aux États-Unis : à New York et Atlanta, on parle de « Gay Liberation Marches » alors que les villes californiennes qualifient plutôt ces événements de « Gay Freedom Marches ». En 1978 apparaît pour la première fois à San Francisco le drapeau arc-en-ciel, nouveau symbole de la communauté LGBT. Dans les années 1980, d’autres militants prennent le relais des premiers organisateurs : les noms des marches, considérés comme étant trop revendicatifs, sont remplacés par la formulation plus neutre de « Gay Pride ». Les défilés deviennent plus festifs et plus colorés[réf. nécessaire].
Au Canada, en 1981, on assiste à un événement similaire aux émeutes de Stonewall : le 5 février, 304 personnes sont arrêtées dans différents saunas de Toronto lors de l'opération Soap (en), les noms des prévenus étant publiés dans la presse. Des manifestations ont alors lieu dans la ville, et en juin 1981, la première marche des fiertés de la ville a lieu.
Vers la fin des années 1980, les « Gay Pride » commencent à être appelés « Lesbian & Gay Pride », voire « Lesbian, Gay, Bisexual and Transgender ». Cette appellation sera néanmoins rapidement abandonnée pour faire place au terme de « Pride Parade », plus percutant[réf. nécessaire]. Les défilés commencent à parler du sida. Des festivals se créent, certains durant près d’une semaine entière, et la parade, bien que conservant une importance particulière, ne devient « que » le défilé de clôture de ces événements[réf. nécessaire].
Dans les années 1990, l’égalité entre les couples homosexuels et hétérosexuels sont les revendications principales de défilés très festifs. De nombreuses villes d’Amérique du Nord ont alors une parade et/ou un festival LGBT, souvent calqués sur le modèle américain (avec un « grand marshal » en tête de cortège, la participation d’hommes politiques au défilé, etc.)[réf. nécessaire].
En 2000, le Canada se distingue des États-Unis par une égalité complète entre hétérosexuels et allosexuels (mariage et adoption étant désormais autorisés). Les mots d’ordre relèvent alors beaucoup plus de la célébration de l’amour homosexuel que de véritables revendications.
De nos jours, la San Francisco Pride est la plus grande marche des fiertés des États-Unis ; elle a lieu à San Francisco.

#### Amérique latine

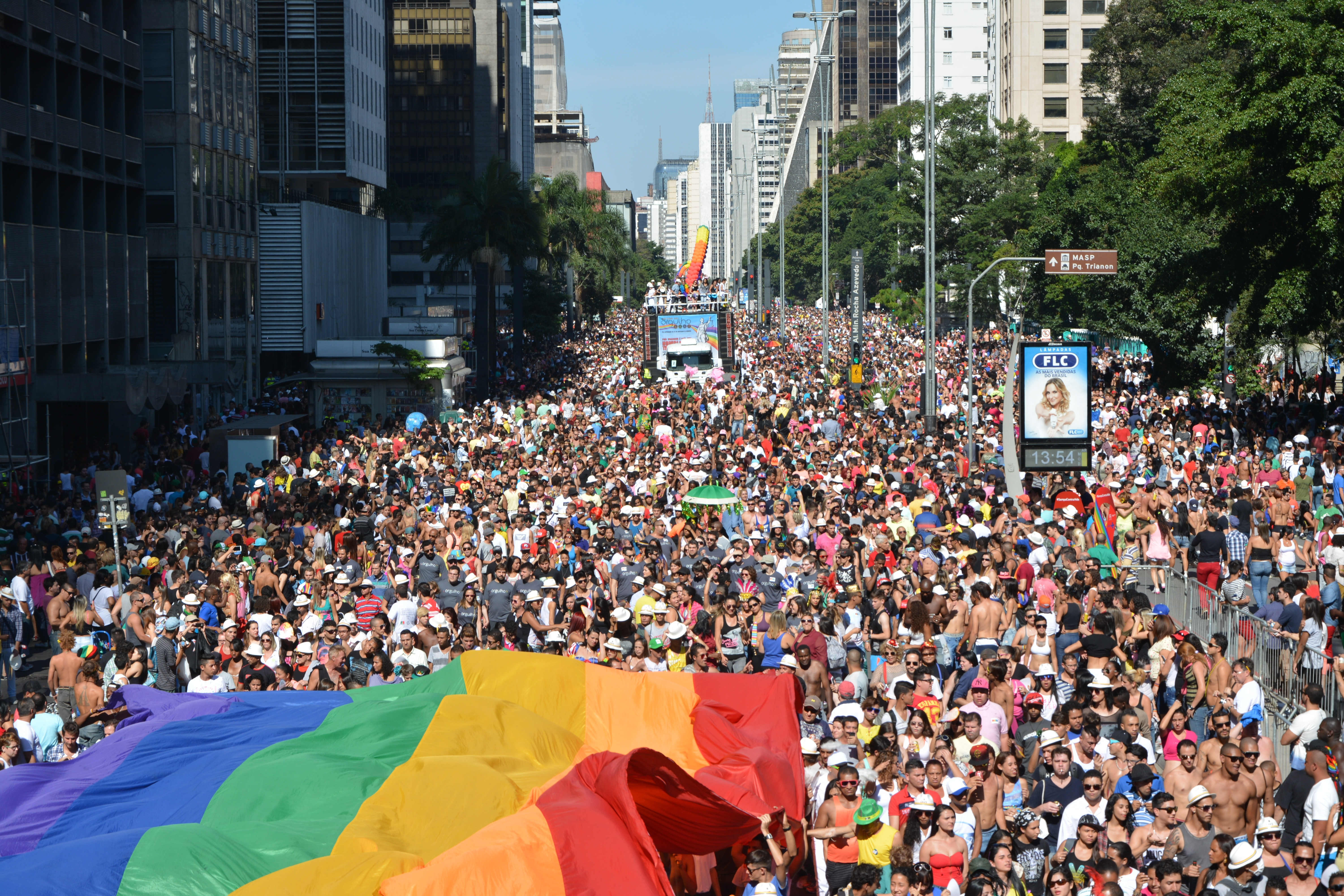
Marché des fiertés à São Paulo au Brésil en 2014.

En Amérique latine, la Marcha del Orgullo allie souvent l’esprit revendicatif à de grandes festivités : c’est pourquoi les chiffres des affluences sont parfois très importants[réf. nécessaire].
Au Brésil, un défilé est organisé depuis 1997. La première année, on compte à peine 2 000 personnes. Dix ans plus tard, en 2006, trois millions de personnes défilent lors de la marche des fiertés de São Paulo, faisant de cette manifestation la plus importante des Gay prides. Le mot d’ordre est alors « l’homophobie est un délit ». Comme l’année précédente, il est demandé la légalisation de l’union civile pour les couples de même sexe, comme le Parti des travailleurs (PT) du président Lula l’avait envisagé[réf. nécessaire].
D’autres défilés, de moindre importance, ont également lieu au Mexique, au Pérou, en Colombie, en Argentine ou encore au Venezuela[réf. nécessaire].

#### Cuba
En 2019, la marche contre l’homophobie est interdite par les autorités. En réaction, les associations LGBT cubaines organisent une manifestation le 11 mai. Celle-ci, non autorisée, est dispersée par les forces de l’ordre.

### Asie

#### Asie de l’Est

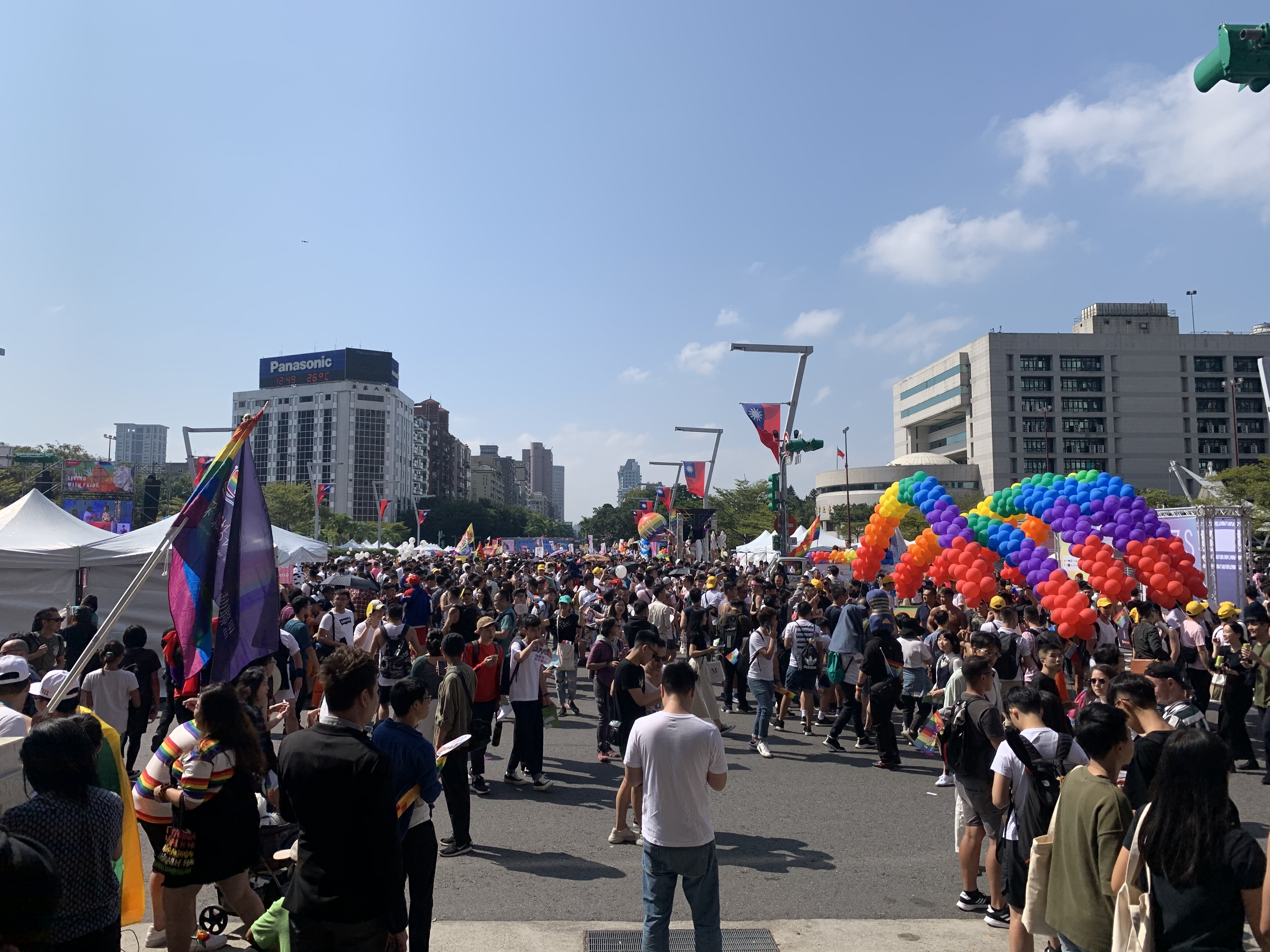
Taiwan LGBT Pride, en 2012, à Taipei.

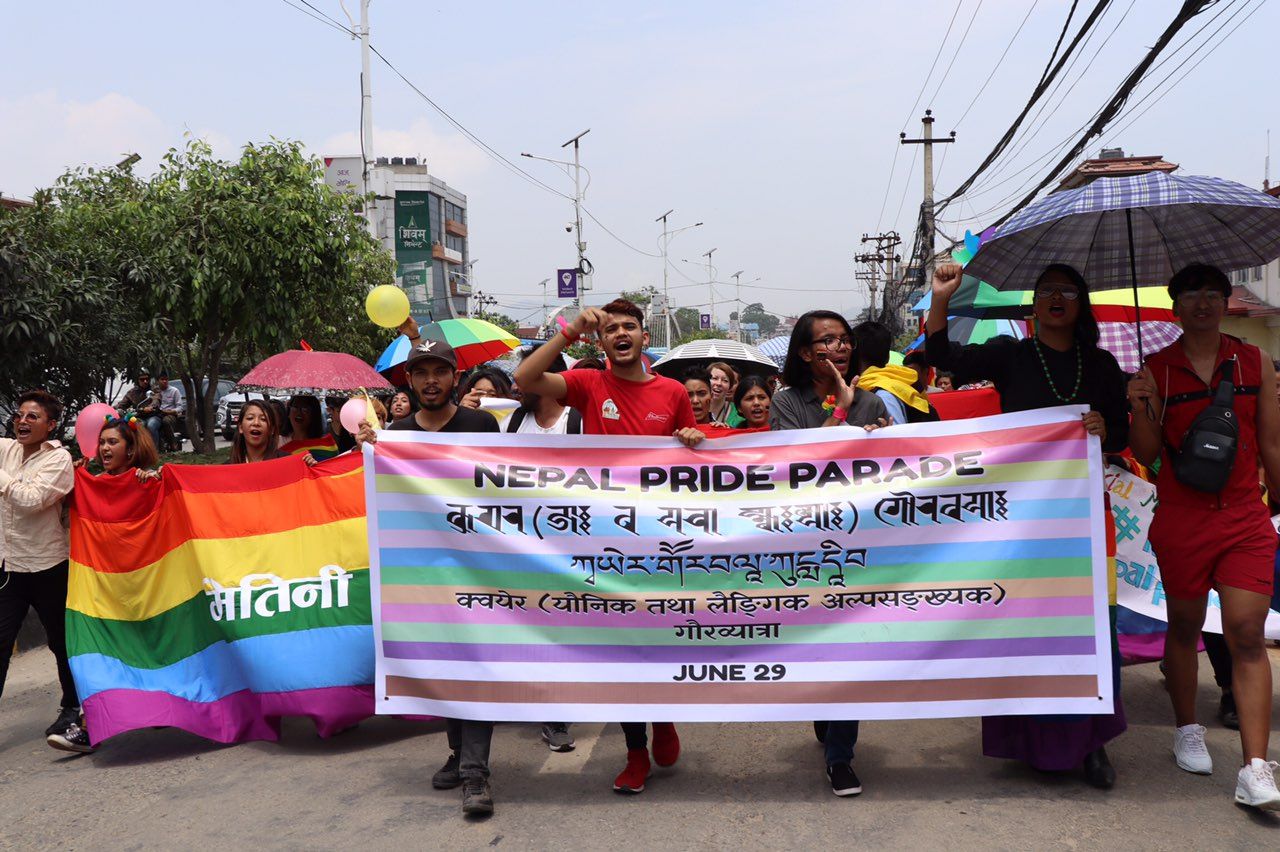
Première marche des fiertés népalaise en 2019.

Au Japon, la première marche d’Asie a lieu à Tokyo en 1994. Osaka organise sa première marche en 2006. En Corée du Sud, la première marche publique a eu lieu à Séoul en 2000. Ces deux pays connaissent une relation à l’homosexualité assez similaire : le mariage est une quasi-obligation sociale et la société phallocratique empêche l’expression du lesbianisme. C’est vraisemblablement la raison pour laquelle on retrouve souvent dans ces défilés plus de femmes que d’hommes.
À Taïwan, Taipei organise sa première marche en 2003. Jusqu’à aujourd’hui, elle est la plus grande marche d’Asie de l'Est. Elle attire des participants de tous les pays asiatiques et mondiaux. Récemment en 2019, le 17e Taiwan LGBT Pride est la première marche après la législation sur le mariage homosexuel à Taïwan avec plus de 200 000 participants. Tous les ans, les villes de Taichung et Kaohsiung organisent une marche mais avec moins de participants[réf. nécessaire].
En Thaïlande, depuis 1999, une marche des fiertés est organisée. Les participants viennent de tous les pays. D’autres villes thaïlandaises telles que Phuket et Pattaya organisent également des festivals conclus par des défilés colorés[réf. nécessaire].
En Chine, bien que l’homosexualité soit dépénalisée depuis 1997, les défilés sont actuellement inenvisageables[réf. nécessaire].

#### Moyen-Orient
Au Proche et au Moyen-Orient, l’homosexualité est légale uniquement en Israël, en Jordanie, en Cisjordanie et en Turquie[réf. nécessaire]. Illégale dans les autres pays, elle peut y être passible de la peine de mort ou d’une peine de prison[réf. nécessaire].
En Irak, les relations homosexuelles sont passibles de 15 ans de prison depuis la nouvelle loi votée en avril 2024. En Iran, plus de 5 000 homosexuels ont été exécutés depuis 1979.
En Palestine, le statut légal de l’homosexualité est complexe. Elle est légale en Cisjordanie depuis 1951, date à laquelle la Jordanie (qui contrôlait alors ce territoire) a dépénalisé l’homosexualité. En revanche, l’homosexualité masculine est illégale dans la bande de Gaza en vertu du code criminel de 1936 (datant de la période du mandat britannique) et toujours en vigueur. L’homosexualité féminine, en revanche, n’est pas pénalisée.
En Turquie, à Istanbul, l’association Lambdaistanbul organise des marches des fiertés depuis 2003, sans contre-manifestation ; en 2016, elle est interdite afin de « préserver la sécurité et l’ordre public ». Par ailleurs, des marches sont organisés à Ankara (par l’association Kaos GL) et Bursa (par Gökkuşağı GLBT) mais elles ne portent pas le nom de « marche des fiertés ». Les marches de 2017 et 2018 à Istanbul sont également interdites.
Au Liban, en mai 2017, Hadi Damien organise la première marche de fierté du monde arabe autour de la journée internationale contre l’homophobie et la transphobie. Celle-ci est annulée à cause du risque de violence islamiste. La marche de 2018 est à nouveau annulée après l'arrestation de Hadi Damien pour la publication d'un texte  dont il réfute être l'auteur.

##### Israël

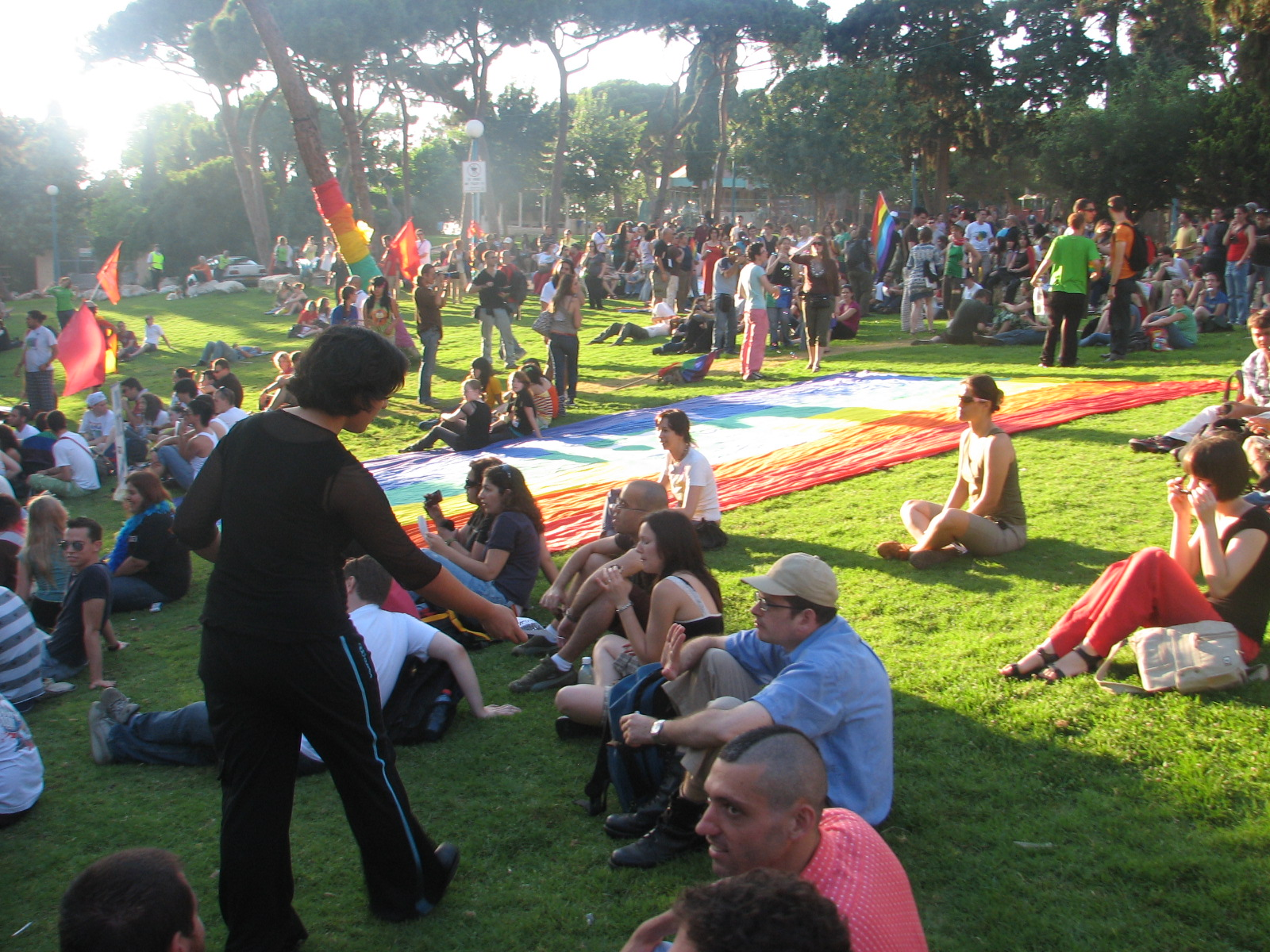
Manifestation LGBT à Haïfa, en 2008.

En Israël, chaque année à Tel Aviv-Jaffa est organisée une semaine dédiée à la communauté LGBT israélienne qui aboutit à la plus grande parade de Moyen-Orient,. Tel Aviv est par ailleurs désignée comme une ville et une destination gay.
Le journaliste Jean Stern critique ce qui est selon lui une stratégie marketing et politique orchestrée par l’État israélien - le pinkwashing -, qui consiste à cacher la guerre, l’occupation, le conservatisme religieux et l’homophobie derrière le paravent sea, sex and fun d’une plaisante cité balnéaire, Tel Aviv, et de sa marche des fiertés.
En 2015, six participants de la pride de Jérusalem ont été blessés à coups de couteaux par un juif ultra-orthodoxe,.
En 2019, 250 000 personnes participent à la marche de fierté de Tel Aviv.

### Europe

#### Europe de l'Ouest

##### Angleterre
La première ville européenne à organiser un défilé LGBT est Londres en Grande-Bretagne : après avoir organisé dès 1970 une manifestation, le Gay Liberation Front (GLF) appelle, en 1972, à défiler entre Oxford Street et Hyde Park, appel suivi par près de 2 000 personnes. En 1973 est créé le Campaign for Homosexual Equality qui organisera tous les défilés dans la capitale britannique jusqu’au début des années 1980, avec un succès mitigé en 1981. En 1988, 40 000 personnes défilent à Londres[réf. nécessaire].

#### France

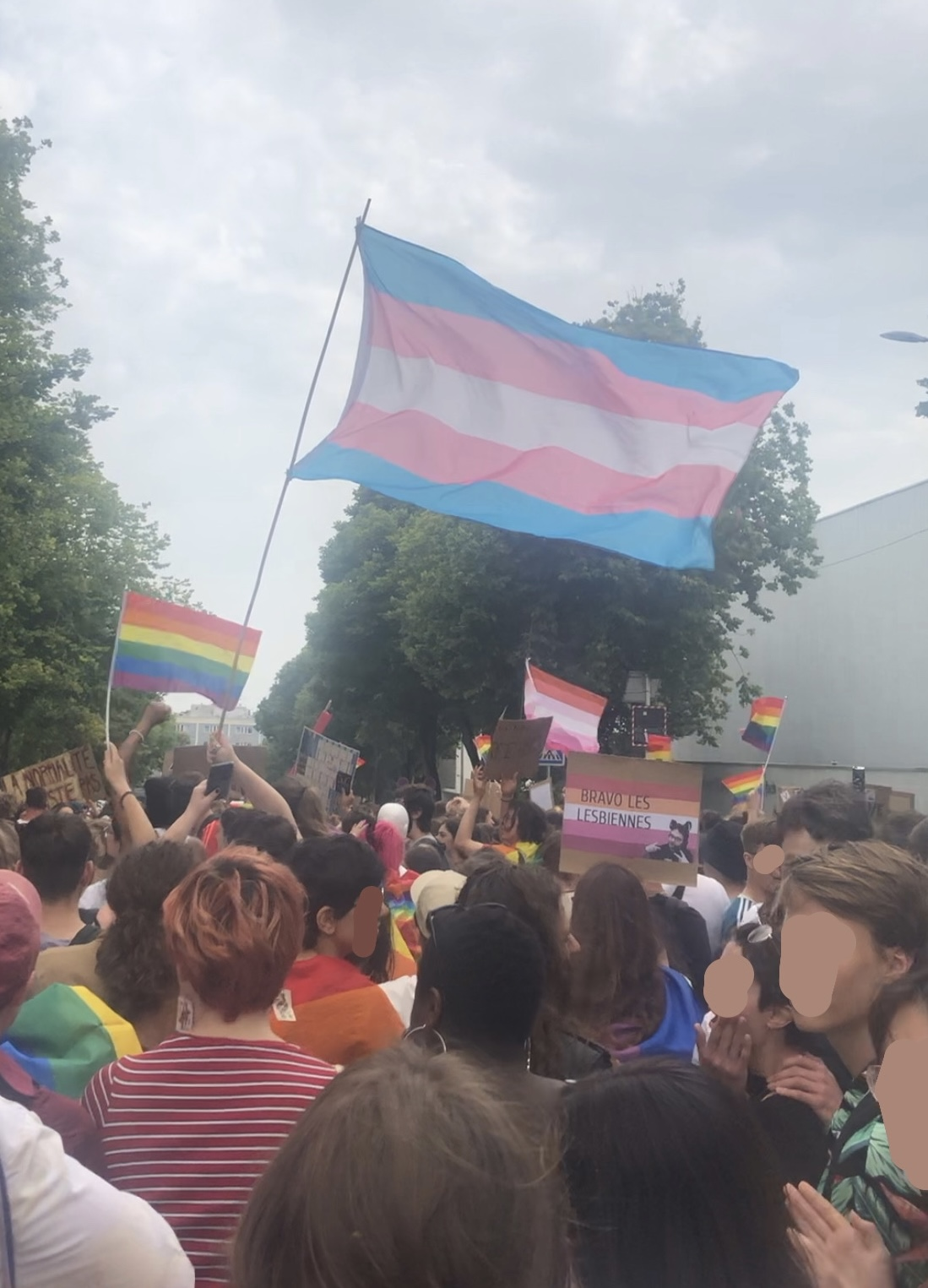
Marche des fiertés à Brest (France) en juin 2022.

En France, la première marche parisienne, indépendante d’autres défilés, a lieu le 25 juin 1977, à l’appel du MLF et du Groupe de libération homosexuelle - Politique et quotidien. En 1981, la marche parisienne voit défiler 10 000 personnes et moins de 2 000 en 1988[réf. nécessaire].
Les marches des fiertés en France se structurent autour de l’Inter-LGBT, organisatrice de la marche de Paris depuis 2001. L’affluence augmente tout au long des années 1990 et 2000, au point de dépasser 500 000 participants dans les années 2000, et 2010. En 2006, 800 000 personnes. Cette affluence va de pair avec une multiplication des marches dans d’autres villes de métropole ou des DOM-TOM[réf. nécessaire].

#### Espagne
En Espagne a lieu le plus gros rassemblement en Europe, l'Europride de Madrid, qui a une affluence de 2 500 000 personnes en 2007[Quand ?].

#### Italie
En Italie la première manifestation publique en faveur des droits des gays se déroule le 5 avril 1972 à Sanremo. Le but est de protester contre le « Congrès international sur les déviances sexuelles » organisé par des catholiques. Y participent les Français du Front homosexuel d’action révolutionnaire (FHAR), les Belges du Mouvement homosexuel d’action révolutionnaire (MHAR), le Gay Liberation Front britannique, l’Internationale Homosexuelle Révolutionnaire (IHR), et le Fuori! italien.

#### Belgique

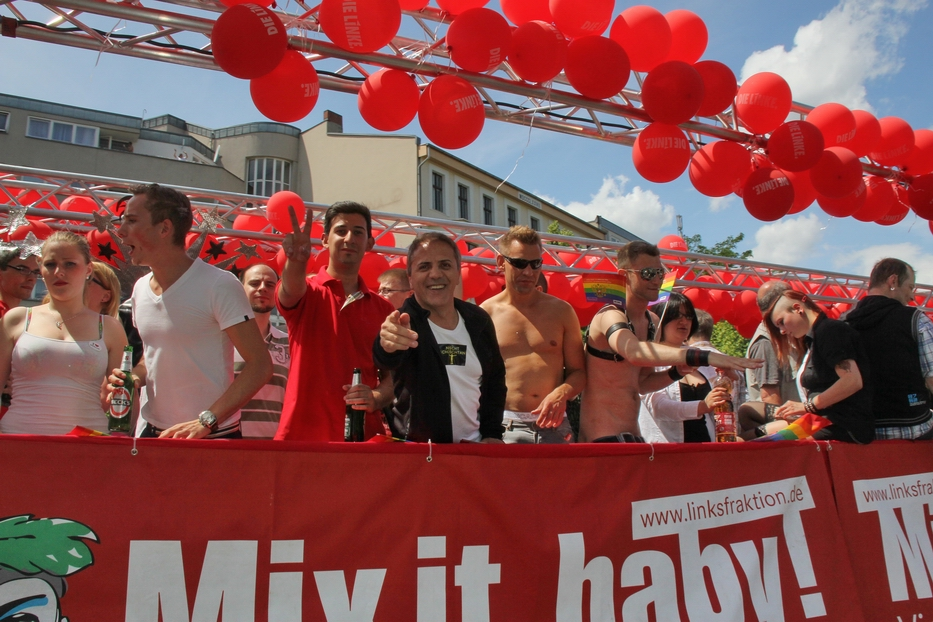
Char de Die Linke à la Gay pride de Berlin en 2012.

La Belgique suit un parcours quasi simultané à celui de la France, avec néanmoins une particularité nationale : l’unicité et la mobilité du « Samedi Rose (nl) », dont le premier fut organisé à Anvers le 5 mai 1979. Le défilé ayant toujours lieu un samedi d’été, les Holebis (homosexuels, lesbiennes et bisexuels) belges décident de déplacer le défilé chaque année entre Anvers (1979, 1981, 1990), Gand (1992, 1994) et Bruxelles (1980). Néanmoins, à partir de 1996, le défilé a lieu chaque année à Bruxelles, et est même débaptisé en 1998 au profit du nom de « Lesbian & Gay Pride », avant d’être renommée en 2009 The Belgian Pride. Pour sa seizième édition, celle-ci rassemble près de 50 000 personnes en 2011[réf. souhaitée]. Depuis 2008 est également organisée une Antwerp Pride (nl) à Anvers, avec pour objectif de souligner le caractère ouvert et tolérant (« gay-friendly » en anglais ou néerlandais : homovriendelijk) de cette métropole.

#### Allemagne
En Allemagne, le premier Christopher Street Day (CSD) est célébré en 1979 à Brême et Berlin, bien que d’importants défilés aient déjà eu lieu précédemment (le premier ayant eu lieu le 29 avril 1972 à Munich). L’Allemagne est le pays européen accueillant le plus grand nombre de défilés, et le défilé à Cologne en 2006 fut la plus importante marche des fiertés européenne avec plus d’un million de participants.

#### Suisse
En Suisse, la première marche a lieu à Zurich en 1978, avec comme principale revendication l’égalisation de l’âge du consentement fixé à 16 ans pour les relations sexuelles hétérosexuelles et 20 pour les homosexuelles ainsi que l'arrêt du fichage des hommes homosexuels et bisexuels par la police. Ce fichage continue officieusement par la police cantonale de Berne, jusqu'à ce que l'existence du fichier créé en 1977 soit révélé par le Berner Zeitung le 26 avril 1990. La première marche en Suisse Romande a lieu le 4 juillet 1981 sous le titre de « Homomanif », les mots LGBT, gay et pride n'étant pas utilisés à l'époque. En mai 1982 le groupe Vanille-Fraise organise la Goudou-manif. Une autre marche a lieu à Lucerne en 1983, puis à Zurich en 1989. Les marches des fiertés prennent la dénomination de « pride » que beaucoup plus tard : la marche annuelle organisée à Zurich (Zurich Pride Festival (de)) dès 1994 de façon régulière s'intitule Christopher Day Street jusqu'en 2009. En 1997, des membres de Chez Brigitte ont l'idée de la première Pride romande sous cette dénomination, qui est organisée le 5 juillet 1997, (ces personnes lancent également le journal et l'association 360°,,).
La Pride Valais/Wallis 2015 a eu lieu en 2015 à Sion dans le canton du Valais.

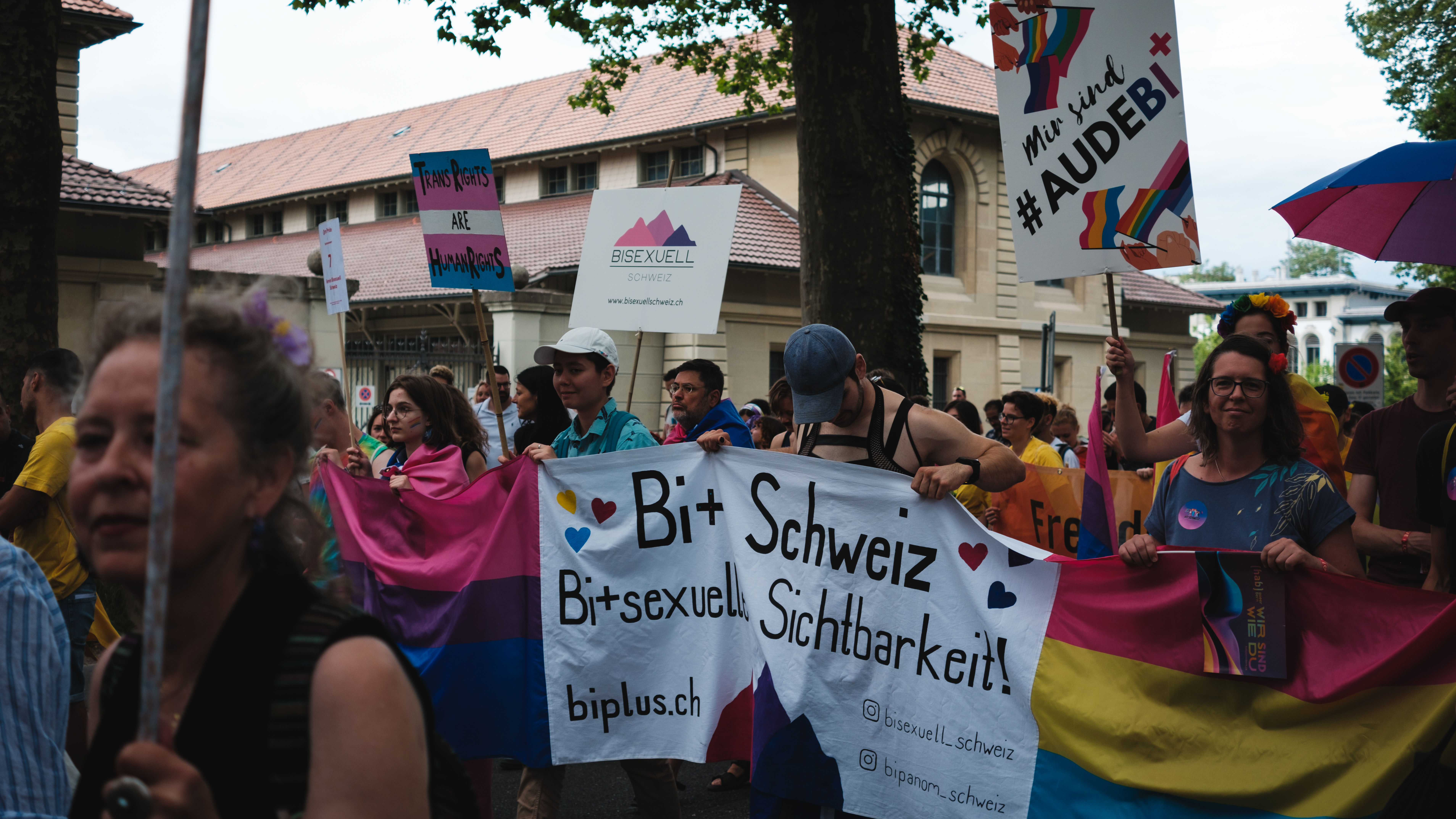
Pride de Berne de 2023.

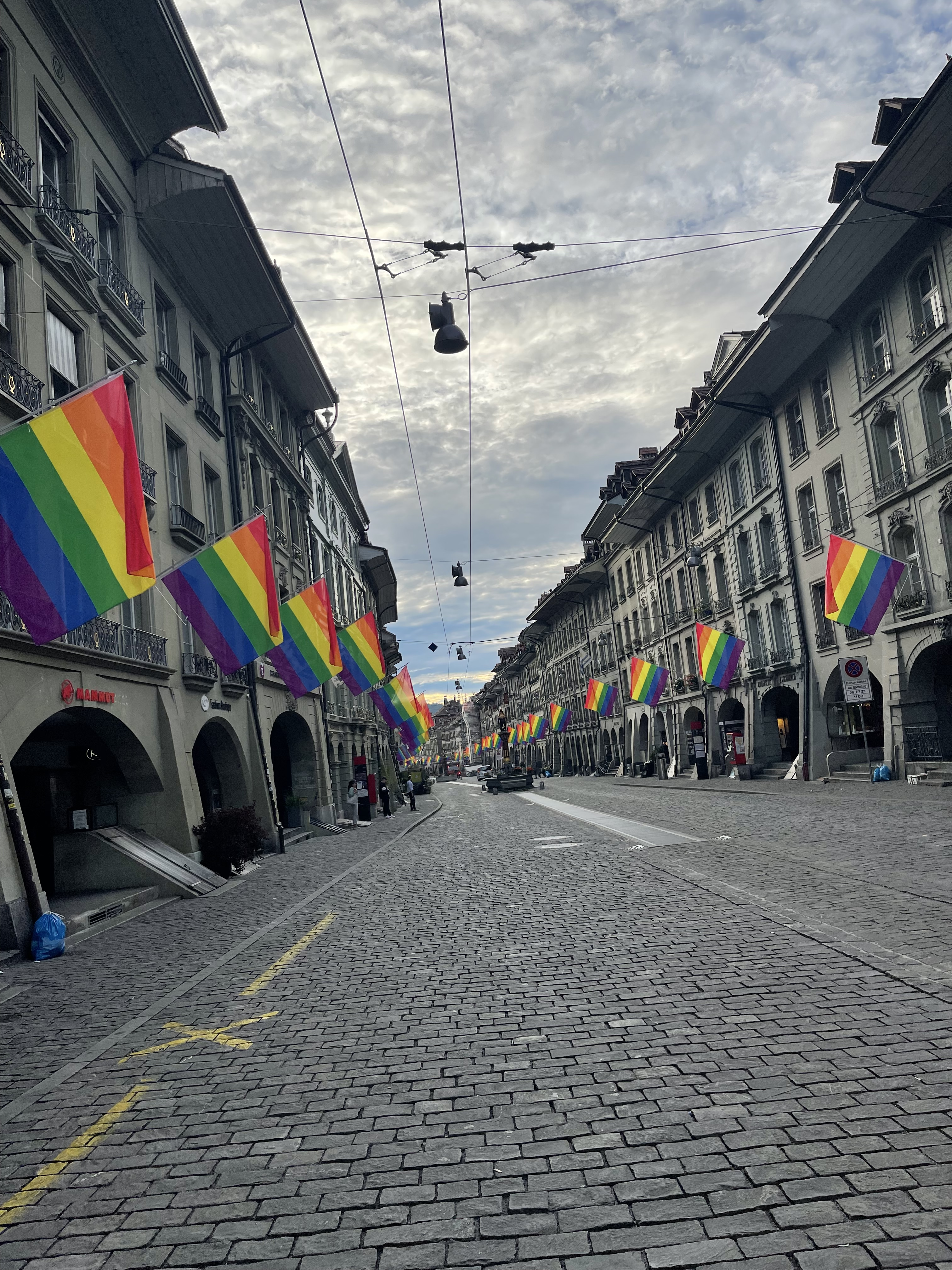
250 drapeaux LGBT sont déployés dans le centre ville de Berne à l'occasion de la pride et des EuroGames de 2023.

En 2023, la pride de Berne clôt la manifestation des EuroGames de 2023.

Gay Pride en 1972 à Londres.
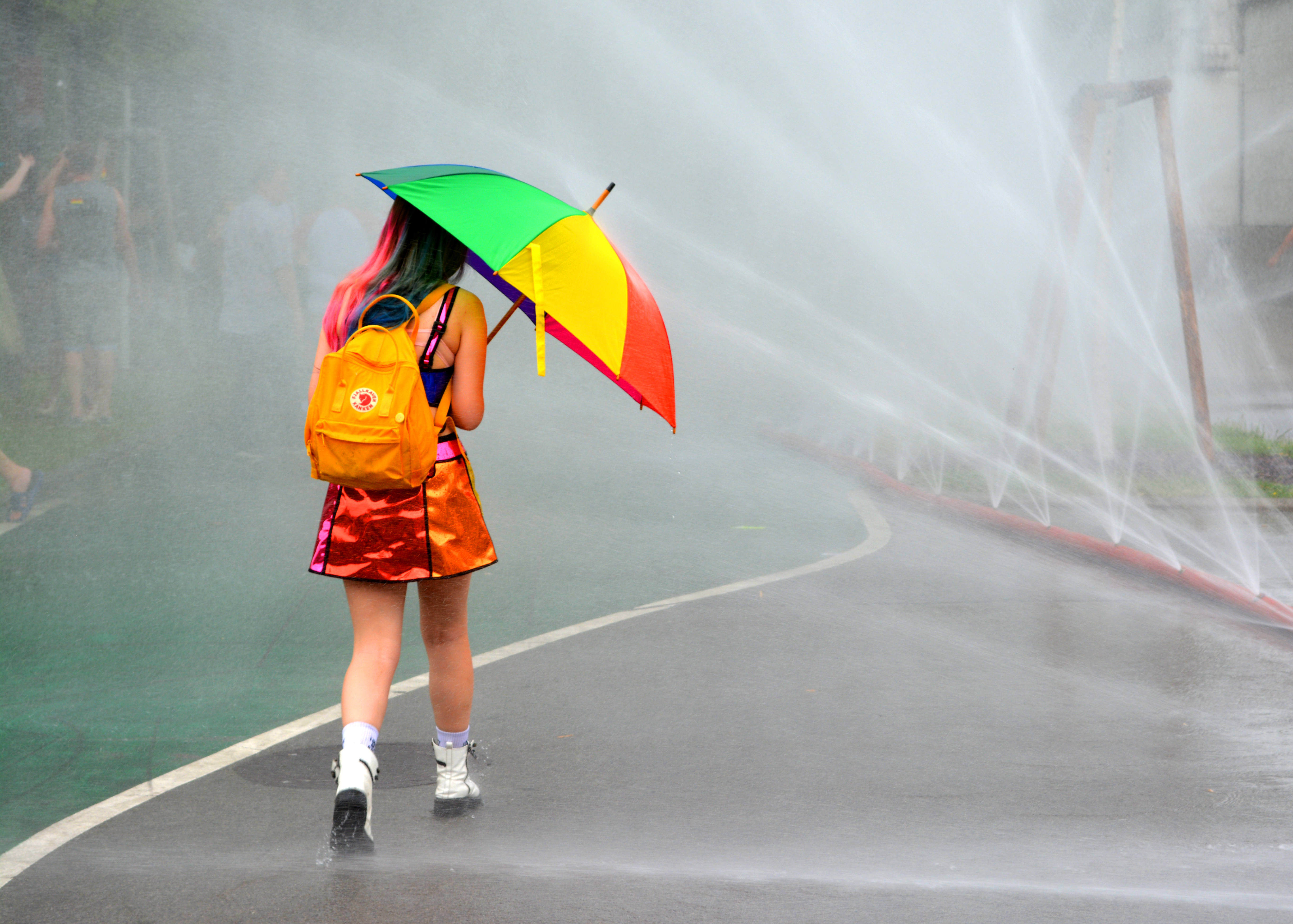
Une femme à la marche des fiertés de Vienne (Autriche) en juin 2019.

#### Europe du Nord
En Islande, la marche des fiertés de Reykjavik est très populaire. C'est l'un des évènements culturels et politiques les plus importants d'Islande. En 2005, entre 40 000 et 50 000 personnes participent à la pride ; en 2010, ce sont 90 000 personnes qui défilent, soit près d'un quart de la population islandaise.

#### Europe de l’Est

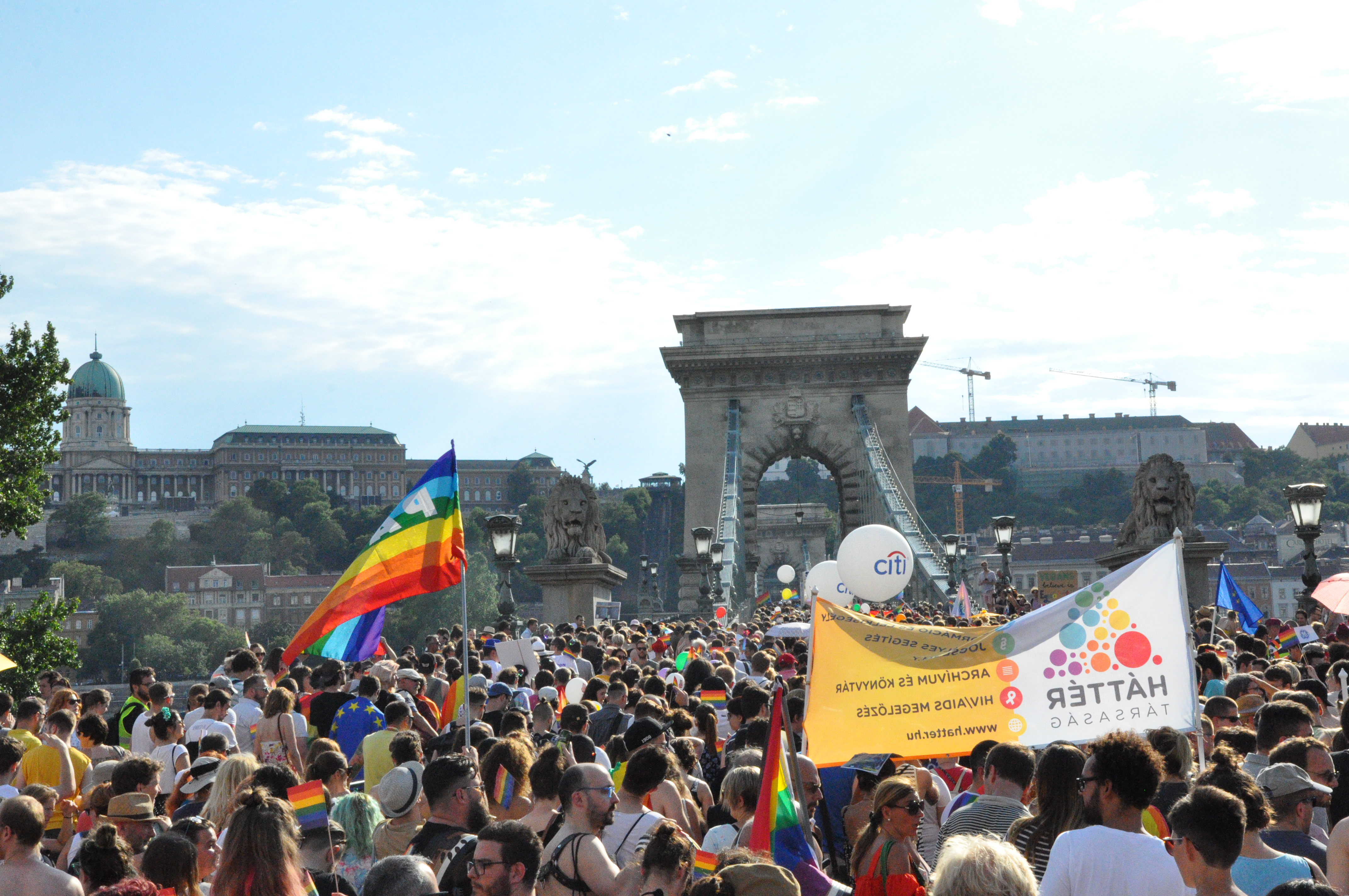
Gay pride à Budapest en 2017.

Jusqu'en 1990, l’homosexualité était durement réprimée dans le Bloc communiste (déportations au goulag, disparitions, exécutions, etc.. L’organisation d’une marche des fiertés n’est envisageable que depuis la chute des régimes communistes en Europe.
En août 1991, le premier pays à organiser un événement gay est la Russie : l’International Gay and Lesbian Human Rights Commission finance un festival de cinéma gay à Moscou. Cela est maintenant totalement interdit, la promotion de quoi que ce soit en lien avec la communauté LGBT+ étant sévèrement réprimée. La Hongrie organise un festival gay et lesbien depuis 1995 et la Croatie autorise des défilés depuis 2002.
Néanmoins, l'évolution des mentalités a été plus lent dans la grande majorité de pays de l’Europe de l’Est que chez ses voisins occidentaux. Au-delà d’une évolution des mentalités différente dans la population, c’est surtout la classe politique qui critique ces défilés. Dans les années 2000, de nombreuses manifestations LGBT sont interdites, souvent sous des prétextes d’« atteinte aux mœurs ». Cependant, avec le soutien de nombreuses personnes d’Europe de l’Ouest (politiques, associations et simples anonymes), les manifestants sont de plus en plus nombreux et déterminés. La marche des fiertés joue alors le rôle de vecteur d’affirmation de soi, mais surtout de visibilité vis-à-vis des autres[réf. nécessaire].
En Serbie, la première parade a eu lieu en 2001 ; elle vit s’affronter des contre-manifestants extrémistes d’une part et les forces de police et les manifestants d’autre part, entraînant par la suite des interdictions systématiques aux demandes d’organisation de défilés LGBT. Lors de la marche des fiertés de 2010, des militants ultra-nationalistes agressent des participants, ce qui amène les autorités à annuler les éditions suivantes jusqu’en 2015. En 2017, la première ministre Ana Brnabić, ouvertement lesbienne, est la première chef de gouvernement d’un pays balkanique à se rendre à une telle manifestation.
En Roumanie, la Bucharest Pride est menacée d’annulation par la mairie de Bucarest en 2005 mais a finalement lieu grâce au soutien du président de l’époque Traian Băsescu. En 2006, des groupes d’extrême droite viennent perturber le défilé qui se tenait pourtant sous haute surveillance[réf. nécessaire].
En Lettonie, les défilés de 2005 et de 2006 sont interdits par la mairie de Riga, le Premier ministre letton Aigars Kalvītis estimant que « le centre de Riga n'est pas le lieu où organiser une marche controversée par la société »[réf. nécessaire].
En Pologne, le président et ancien maire de Varsovie Lech Kaczyński a longtemps interdit la tenue de la marche ; il est désavoué en 2006 par un défilé massif[réf. nécessaire].

#### Pologne

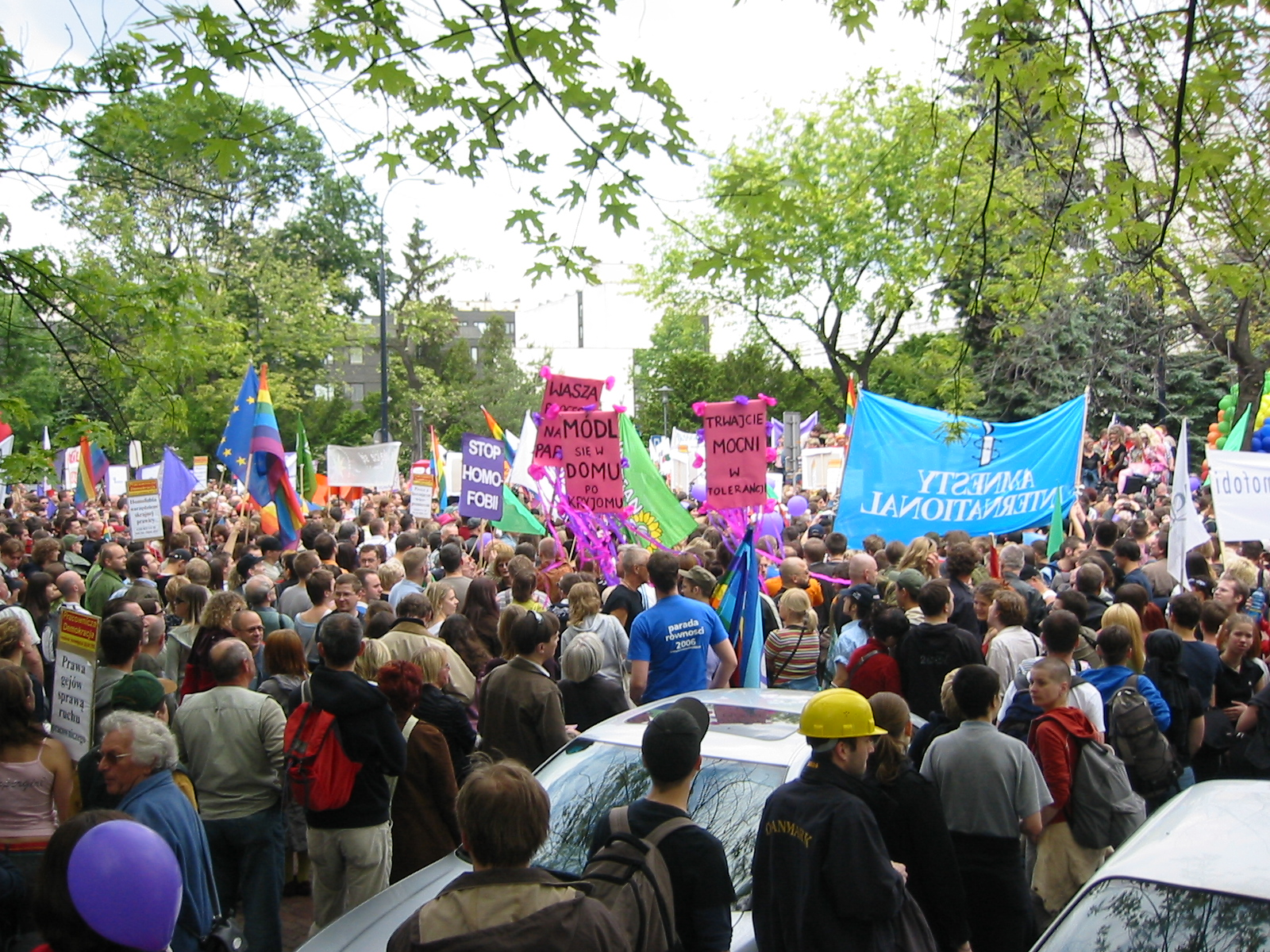
Parada Równości, en 2006.

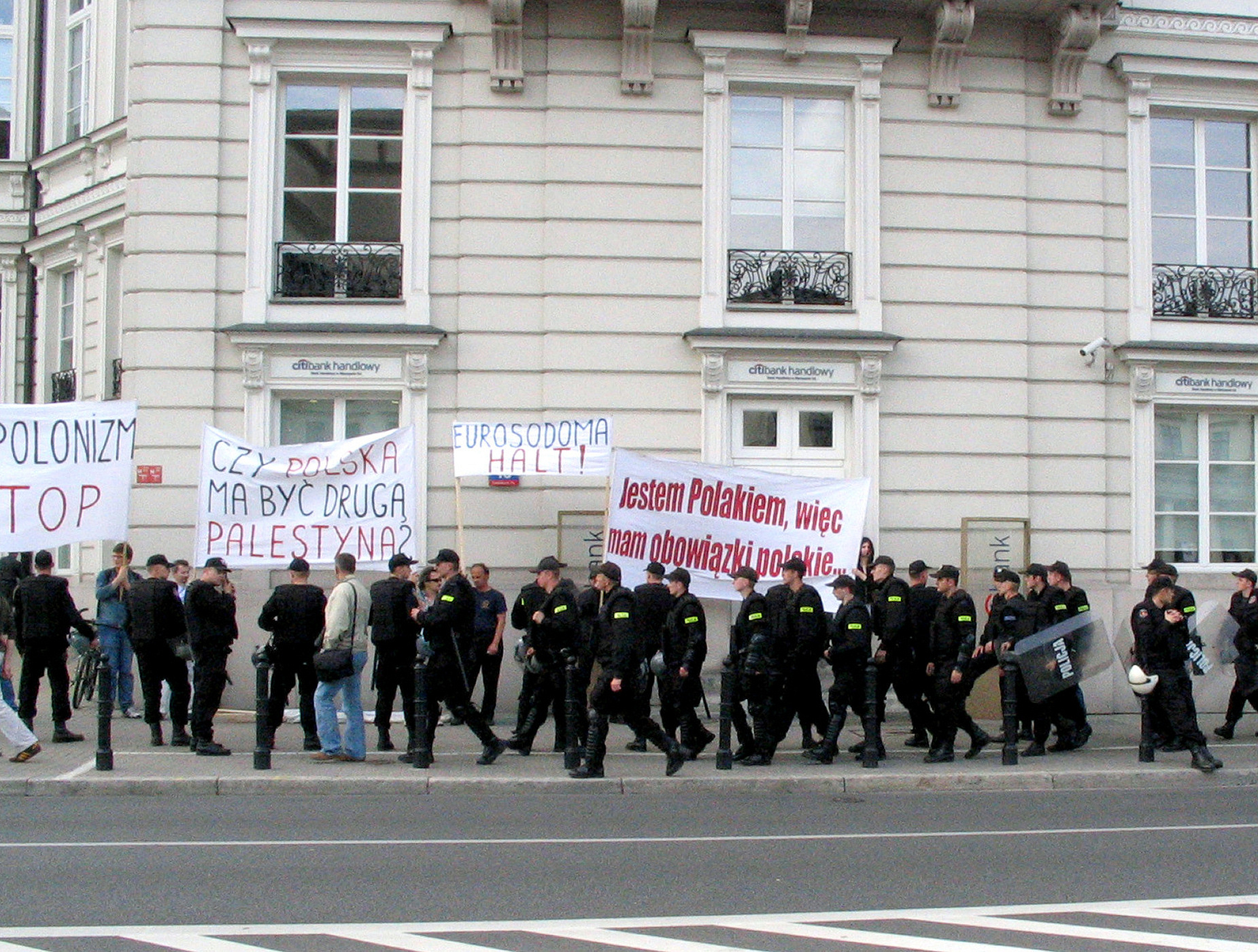
Contre-manifestation d’un groupe catholique en Pologne, encadrée par les forces de l’ordre.

La Parade pour l’Égalité (Parada Równości) est une manifestation annuelle à Varsovie pour la tolérance et l’égalité des droits. En mai 2001 environ 300 personnes se rassemblent à la première parade pour l’égalité autour de la musique d’une voiture, défilant du Sigismundssäule au Kopernikus-Denkmal. Deux hommes politiques parrainent la manifestation : Piotr Ikonowicz (en), député socialiste, et Robert Biedroń de l’Alliance de la gauche démocratique. L’année suivante, on comptait un millier de manifestants, puis 3 000 en 2003. En 2004 le maire de l’époque (devenu par la suite président de la Pologne), Lech Kaczyński, interdit la parade invoquant des problèmes de sécurité. Ainsi, seul un rassemblement de protestation de plusieurs centaines de personnes devant l’hôtel de ville à Varsovie a lieu. Dans le même temps, une manifestation dégénère à Cracovie où un groupe de jeunes s’en prend aux 1 200 personnes venues défiler pour soutenir le festival « La culture pour la tolérance »[réf. nécessaire].
En 2005, Lech Kaczyński interdit de nouveau le défilé, déclarant qu’il est « pour la tolérance mais contre le prosélytisme de la culture gay ». Il invoque cette fois-ci un problème de calendrier : la manifestation prévue le 11 juin aurait lieu le même jour que l’inauguration du monument en honneur à un général de la résistance polonaise. Environ 3 000 personnes défilent néanmoins à travers le centre-ville de la capitale polonaise, avec le soutien de nombreux hommes politiques. En 2006, la marche est cette fois autorisée : 7 000 personnes, dont environ 1 000 étrangers, défilent dans les rues de la capitale polonaise, surveillés par 2 000 policiers. Malgré ce franc succès, quelques incidents éclatent tout de même avec des manifestants d’extrême droite ou de groupes ultra-catholiques (14 personnes sont interpellées) et les commentaires d’une partie de la classe politique au pouvoir restent véhéments ; le vice-Premier ministre Roman Giertych déclarant même que « si les choses continuent comme ça, il faudra bientôt reconnaître des droits de l'être humain pour les chimpanzés et les gorilles ».
Angela Getler crée en 2014 le drapeau arc-en-ciel polonais, utilisé pour la première fois durant la Marche des fiertés de 2014 à Varsovie.
En 2019, le cortège organisé pour la première fois dans la ville de Bialystok est attaqué par des militants nationalistes, qui projettent contre les manifestants des pétards, des pierres et des bouteilles. La marche a été fortement critiquée par les milieux catholiques et nationalistes qui ont organisé plusieurs contre-manifestations à Bialystok, dont l’une à l’initiative du préfet de la région, membre du parti conservateur Droit et Justice (PiS) au pouvoir. Le journal conservateur Gazeta Polska, proche du pouvoir, a annoncé vouloir offrir à ses lecteurs des autocollants portant l’inscription « Ceci est une zone sans LGBT ».

#### Russie
La Russie n’a jamais connu de marche des fiertés.
La première marche, la Moskva Pride, était prévue le 27 mai 2006 mais le maire de la capitale, Iouri Loujkov, s’est opposé à ce défilé dont il estimait ne pas pouvoir garantir la sécurité, de nombreuses attaques touchant la communauté LGBT ayant eu lieu les semaines précédentes. Le 26 mai, le tribunal de Moscou confirme l’interdiction de tout défilé le lendemain dans la ville[réf. nécessaire].
Des manifestants bravèrent néanmoins cette interdiction. Le cortège, emmené par l’organisateur de la marche Nikolai Alekseev, comportait environ 2 000 manifestants dont de nombreuses personnes étrangères, notamment Merlin Holland, le petit-fils d’Oscar Wilde, et le député vert allemand Volker Beck. À leur arrivée sur la tombe du soldat inconnu qu’ils voulaient fleurir, le défilé se heurta à des militants d’extrême droite venus organiser une contre-manifestation. Merlin Holland reçu plusieurs coups, et Volker Beck fut interpellé, le visage en sang. Les réactions de la communauté internationale seront timides.
77 % de la population russe se dit hostile à la tenue de la marche et le cadre légal de l’interdiction empêche toute contestation officielle (sa tenue pouvant être perçue comme une provocation).
Le 27 mai 2007, des militants venus protester contre une nouvelle interdiction de tenue d’un défilé ont été violemment pris à partie par des nationalistes et des ultra-orthodoxes, avant d’être arrêtés par les forces de l’ordre. Nikolaï Alekseïev, organisateur de la marche à Moscou, Peter Tatchell, vétéran de la lutte pour les droits des personnes LGBT, Volker Beck et beaucoup d’autres seront ainsi emmenés dans des cars de police.

## Oppositions

### Politiques
Deux motivations principales sont souvent données pour s’opposer à la tenue d’une marche des fiertés. Tout d’abord, dans les pays où la population est hostile à ce genre de démonstration, l’argument de la sécurité des participants est souvent invoqué. Les réactions des opposants aux marches des fiertés sont souvent très violentes, et de lourds dispositifs de sécurité sont en général nécessaires lors des premiers défilés. Ainsi, à Zagreb en 2006, pour la cinquième édition du défilé, les 200 manifestants étaient escortés par autant de policiers. C’est pour cette raison qu’a été annulée, en 2006, la marche de Moscou.
L’autre raison souvent invoquée est le caractère « déplacé » de la marche, et sa possibilité de heurter la sensibilité de la population. Ainsi, en 2004, le maire de Varsovie, Lech Kaczyński, interdit la tenue d’une marche des fiertés dans sa ville déclarant ne pas vouloir « bouleverser les sentiments des Varsoviens ».

### Religions
Les relations homosexuelles ouvertes ont longtemps été condamnées par des tenants de nombreuses religions (judaïsme, christianisme, islam et hindouisme).
Selon l’influence et l’importance de la réprobation véhiculée à travers ces religions, découle une opposition aux marches des fiertés. Cette opposition est pour l’essentiel menée par des représentants religieux reliés à des groupes ou à des mouvements dits extrêmes, intégristes ou fondamentalistes. Elle a notamment eu lieu lors de l’organisation de la WorldPride de Jérusalem en 2006 : le grand rabbin ashkénaze d’Israël, Yona Metzger, avait appelé à « tout faire pour annuler la parade de l’abomination à Jérusalem » ; l’archevêque Antonio Franco déclara que « Tous les dirigeants des religions sont contre la parade à cause de la sainteté de la ville » et Cheikh Mansara affirma que « Dieu peut détruire Jérusalem comme il l’a fait à Sodome ».
Toutefois, à partir des années 2010, la position de l’Église catholique a particulièrement évolué, tant au niveau de ses échelons locaux qu’au plus haut sommet de la Curie romaine ; le pape François a pris des positions nettement plus libérales que ses prédécesseurs, rappelant que « le catéchisme de l’Église catholique enseigne : les homosexuels ne sont pas discriminés ». Selon lui, « l’Église doit présenter ses excuses aux personnes homosexuelles qu’elle a offensées, comme l’a dit récemment le cardinal Marx » et que « nous, les chrétiens, devons présenter nos excuses de ne pas avoir accompagné tant de déchirures » et « de familles » parce que « les pécheurs, c’est nous ! »,.

### Communauté LGBT+
Des sentiments distincts existent, chez les personnes liées à la communauté LGBT, en ce qui concerne le rapport aux marches des fiertés. Ainsi, des positions politiques, culturelles, religieuses ou philosophiques peuvent expliquer certaines oppositions. Des dissensions existent quant au message véhiculé par ces manifestations : un caractère « trop festif », « trop commercial » ou « trop politique » a pu être critiqué.

## Autres événements liés

### Europride
Depuis 1991, l’EPOA (European Pride Organizer’s Association, Association d’organisation de la marche des fiertés européenne) donne chaque année à une ville européenne l’organisation de l’Europride. Cette marche de fierté est alors organisée de manière à pouvoir atteindre une dimension internationale en accueillant les personnes LGBT et leurs amis de toute l’Europe. En 2013 l’Europride est organisée à Marseille, en 2014 elle a eu lieu à Oslo. En 2017, l’EuroPride s’est doublée de la WorldPride pour se dérouler à Madrid[réf. nécessaire].

### WorldPride
La WorldPride est un défilé ayant lieu tous les cinq ans dans une ville différente, et ayant pour objectif de rassembler les personnes LGBT du monde entier. La première WorldPride eu lieu en 2000 à Rome : 250 000 personnes y participèrent. La deuxième WorldPride eu lieu à Jérusalem, initialement prévue pour 2005, elle fut néanmoins reportée à août 2006 due à une situation politique tendue. En 2012 la Worldpride s’est déroulée à Londres. Madrid a été désignée pour accueillir la worldpride en 2017, après celle de Toronto en 2014. New York célèbre les cinquante ans des émeutes de Stonewall en organisant celle de 2019.

### Autres évènements
Des marches sont aussi organisées pour porter des revendications de communautés LGBTI spécifiques. Ainsi, les marches lesbiennes, communément appelées Dyke March, existent depuis 1981, vise à célébrer le lesbianisme. Les Trans March, quant à elles, existent depuis 1997. Enfin, la journée de la visibilité intersexe, qui existe depuis 1996, est souvent l’occasion de manifestations.